# Gavino Sale
Gavino Sale (Banari, 18 de gener de 1956) és un polític independentista sard. Mestre de professió, el 1994 fou un dels fundadors de Sardigna Natzione amb Anghelu Caria; quan aquest va morir el 1996 va disputar el lideratge, però no ho va aconseguir. El 2002 es va escindir de Sardigna Natzione per oposar-se a pactar amb el Partit Sard d'Acció i fundà el partit independentista radical Indipendèntzia Repùbrica de Sardigna (iRS). Es va fer famós per diverses accions reivindicatives mediambientals sardes com l'ocupació pacífica de l'estret de Bonifacio, de l'abocador de Fiumesanto, la base interforces del salt de Quirra (2006) i la vila a costa Smeralda de Silvio Berlusconi (2006).
El 2003 també va demanar un referèndum contra el balafiament i contra la Llei que no està classificat com a nociu el principal material de rebuig derivats de la indústria. Aprofitant la celebració de la Copa del Món de Futbol de 2006 reclamà la formació d'una selecció de futbol sarda. També ha defensat els agricultors afectats per la confiscació de béns subhastats a causa dels préstecs obtinguts pel Banc de Sardenya. El 2008 encapçalà un grup d'activistes al port de Càller per a protestar contra el desembarcament de vaixells que continguessin residus de Campània acceptada pel governador Renato Soru.
A les eleccions provincials del 2000 es presentà al consell de la província de Sàsser. Després es presentà com a candidat a president de Sardenya a les eleccions regionals de Sardenya de 2004, on hi va obtenir l'1,9% dels vots (18.638 vots). A les provincials de 2005 va obtenir el 4,3% dels vots i assolí entrar en el consell provincial. I a les eleccions regionals de Sardenya de 2009 va obtenir 29.640 vots (3,06%) mentre que la llista del seu partit obté el 2,06% (16.868 vots).

## Obres
- De l'autonomia a l'autodeterminació (Llibres de l'Índex, 2006)(amb Jean-Guy Talamoni i  Uriel Bertran) ISBN 84-96563-19-7